# Циховский, Николай
Николай Циховский (пол. Cichowski, лат. Cichovius, 1598—1669) — польский иезуит, ярый преследователь ариан.

## Биография
Он добился от Яна-Казимира издания эдикта, которым под страхом смертной казни приверженцы этой ереси изгонялись из Польши и Литвы. Большая часть его сочинений (числом около 18) направлена именно против них.